# Michael Franti
Michael Franti (ur. 21 kwietnia 1966 w Oakland) – amerykański muzyk, piosenkarz i raper. Charakterystyczną cechą jego twórczości jest silne zaangażowanie społeczno-polityczne jego tekstów. Był z tego powodu porównywany z Gilem Scottem-Heronem i Marvinem Gaye. Lider grup The Beatnigs, The Disposable Heroes of Hiphoprisy oraz Michael Franti and Spearhead.

## Życiorys
Franti urodził się w 1966 roku w kalifornijskim Oakland. Jego matka była Amerykanką pochodzenia niemiecko-irlandzkiego, ojciec był Afroamerykaninem o indyjskich korzeniach. Tuż po urodzeniu adoptowała go jednak para pochodzenia fińskiego, wychowująca dodatkowo troje własnych dzieci oraz jeszcze jednego afroamerykańskiego chłopca. Ta nietypowa sytuacja rodzinna była źródłem wielu napięć, co Franti wyraził m.in. w utworze „Socio-Genetic Experiment” z albumu Hypocrisy Is the Greatest Luxury The Disposable Heroes of Hiphoprisy.
Franti studiował na University of San Francisco.
Jego kariera muzyczna zaczęła się w trakcie studiów –  w 1986 roku założył z Rono Tse zespół The Beatnigs, tworzący muzykę z pogranicza punku i industrialu. Po wydaniu jednego albumu zespół przerodził się w The Disposable Heroes of Hiphoprisy, charakteryzujący się znacznie bardziej hip-hopowym brzmieniem. Po wydaniu Hypocrisy Is the Greatest Luxury i Spare Ass Annie z Williamem Burroughsem zespół się rozpadł.
W połowie lat 90. Franti założył zespół Spearhead. Jego muzyka, wydawana zarówno pod nazwą nowej grupy, jak i jako wydawnictwa solowe, oddaliła się od brzmienia Beatnigs i Heroes w kierunku „lżejszej”, bardziej przystępnej mieszanki elementów reggae, rhythm and bluesa, funku i muzyki akustycznej. Franti przestał rapować, a zaczął śpiewać i grać na gitarze akustycznej. Jego Spearhead współpracowali m.in. z Pink, Gentlemanem, Sly & Robbie.
Franti znany jest z tego, że preferuje chodzenie boso. Jest weganinem.

## Zaangażowanie polityczne
Franti jest zaangażowany społeczno-politycznie nie tylko przez swoją muzykę. Album Yell Fire! powstał, razem z filmem I Know I'm Not Alone, w wyniku podróży artysty w 2004 roku po Bliskim Wschodzie.
W czasie kampanii wyborczej Baracka Obamy w 2008 roku Franti skomponował i opublikował na YouTube utwór będący wyrazem poparcia dla kandydata Demokratów.
W 2011 Franti odwiedził demonstrantów okupujących w ramach Occupy Wall Street Zuccotti Park w Nowym Jorku, gdzie zaśpiewał kilka piosenek i rozmawiał z uczestnikami protestów.
W 2012 roku jego interpretacja utworu „Subterranean Homesick Blues” Boba Dylana ukazała się na kompilacji Chimes of Freedom: The Songs of Bob Dylan, nagranej i wydanej specjalnie z okazji 50-lecia istnienia Amnesty International.

## Dyskografia
- The Beatnigs –  Beatnigs (1988, Alternative Tentacles)
- The Disposable Heroes of Hiphoprisy –  Hypocrisy Is the Greatest Luxury (1992, Island Records)
- William S. Burroughs –  Spare Ass Annie and Other Tales (1993, Island Records)
- Spearhead –  Home (1994, Capitol Records)
- Spearhead –  Chocolate Supa Highway (1997, Capitol Records)
- Michael Franti & Spearhead –  Stay Human (2001, Six Degrees)
- Michael Franti –  Songs from the Front Porch (2003, Boo Boo Wax)
- Michael Franti and Spearhead –  Everyone Deserves Music (2003, Boo Boo Wax)
- Michael Franti and Spearhead –  Yell Fire! (2006, ANTI-)
- Michael Franti and Spearhead –  All Rebel Rockers (2008, ANTI-)
- Michael Franti and Spearhead –  The Sound of Sunshine (2010, Capitol Records)
- Michael Franti and Spearhead –  All People (2013, Capitol Records)